# Wolodarski (Astrachan)
Wolodarski (russisch Волода́рский) ist eine Siedlung (possjolok) in der Oblast Astrachan in Russland mit 10.005 Einwohnern (Stand 14. Oktober 2010).

## Geographie
Der Ort liegt im Wolgadelta knapp 40 km Luftlinie östlich des Oblastverwaltungszentrums Astrachan. Er befindet sich am rechten Ufer des Wolgaarmes Tschurka, der wenig oberhalb vom großen linken Mündungsarm Busan abzweigt.
Wolodarski ist Verwaltungszentrum des Rajons Wolodarski sowie Sitz und einzige Ortschaft der Landgemeinde (selskoje posselenije) Possjolok Wolodarski. Gut zwei Drittel der Einwohner des Rajons sind ethnische Kasachen.

## Geschichte
Eine Fischersiedlung im Gebiet des heutigen Ortes, genannt Tschurkinski utschug, ist seit dem 16. Jahrhundert bekannt. Im 17. Jahrhundert, unter Zar Alexei Michailowitsch, entstand dort ein russisch-orthodoxes Kloster. Unter Peter dem Großen gelangten die Ländereien in den Besitz der Adelsfamilie Kurakin. Einen wirtschaftlichen Aufschwung nahm die mittlerweile Tschurka genannte Siedlung, nachdem das Fischfanggebiet (hauptsächlich auf Störe) 1803 vom Adligen Fjodor Basilewski gepachtet worden war.
Nach der Verstaatlichung der Fischereibetriebe infolge der Oktoberrevolution 1917 erhielt der Ort 1923 seinen heutigen Namen nach dem Revolutionär W. Wolodarski (Pseudonym von Moissei Goldstein, 1891–1918). 1931 entstand ein gleichnamiger Rajon, dessen Verwaltungszentrum sich jedoch zunächst im gut 10 km östlich gelegenen Dorf Marfino befand, ebenso nach der Aufteilung des Rajons im August 1944 mit Gründung des Marfinski rajon. Mit Verleihung des Status einer Siedlung städtischen Typs an Wolodarski wurde der Sitz des Marfinski rajon nach dort verlegt. Nach der zwischenzeitlichen Zugehörigkeit des Gebietes zum Krasnojarski rajon ab 1963 wurde am 12. Januar 1965 der ursprüngliche Wolodarski rajon, nun mit Sitz in Wolodarski als mittlerweile größter Ortschaft, wiederhergestellt. Seit 2006 ist Wolodarski wieder ländliche Siedlung.

### Bevölkerungsentwicklung
| Jahr | Einwohner |
| ---- | --------- |
| 1939 | 3.043     |
| 1959 | 4.876     |
| 1970 | 6.618     |
| 1979 | 8.216     |
| 1989 | 9.326     |
| 2002 | 9.553     |
| 2010 | 10.005    |

Anmerkung: Volkszählungsdaten

## Verkehr
Die Siedlung liegt an der Regionalstraße 12K-018, die knapp 20 km nordöstlich von Astrachan, wo sich auch die nächstgelegene Bahnstation befindet, von der 12K-40 (ehemals A340, zugleich Europastraße 40) abzweigt, bei Wolodarski die Tschurka überquert und nach Marfino am Wolgaarm Busan führt.